# Lingua mengrelia
La lingua mengrelia, detta anche megrelio, mingrelio o mingreliano (მარგალურ ნინა, margalur nina o ჭხინი ნინა čkini nina; georgiano: მეგრული ენა megruli ena), è una lingua cartvelica parlata nella Georgia occidentale e nell'Abcasia orientale. Chiamata anche iveriano (georgiano: iveriuli ena) all'inizio del XX secolo, è parlata soprattutto dai mingreli, un sottogruppo regionale dei georgiani.

## Distribuzione geografica
Non si hanno cifre sul numero di parlanti nativi mingreli, ma si è stimato che essi siano compresi tra i 500 000 e gli 800 000, molti dei quali vivono nel Samegrelo (Mingrelia), regione della Georgia che comprende le colline Odishi e i bassopiani Kolkheti ed è racchiusa tra la costa del Mar Nero, i Monti Svan e il fiume Tskhenistskali. Esistono enclave più piccole nella repubblica autonoma georgiana di Abcasia, ma un'agitazione civile in corso ha costretto molti parlanti nativi mingreli ad emigrare, principalmente in Georgia. La loro distribuzione geografica è relativamente compatta ed ha aiutato a promuovere la trasmissione della lingua tra le generazioni.
Il mengrelio viene generalmente scritto usando l'alfabeto georgiano, ma non ha una scrittura standard né status di lingua ufficiale. Quasi tutti i parlanti sono bilingui ed usano il mengrelio principalmente per la conversazione familiare e informale e il georgiano o altre lingue per gli altri scopi.

## Storia
Il mengrelio è una delle lingue caucasiche meridionali o lingue cartveliche ed è strettamente imparentato con il laz, dal quale si è differenziato soprattutto negli ultimi 500 anni dopo che le comunità settentrionali (mingrelie) e meridionali (laz) vennero separate dalle invasioni turche. È molto meno strettamente relazionato con il georgiano (poiché i due rami si separarono almeno già nel I millennio a.C.) e ancor meno con lo svan (che si è creduto si fosse separato almeno già nel II millennio a.C.). Il mengrelio non è mutuamente intelligibile con nessuna delle altre lingue, sebbene si dica che i parlanti possano comprendere molte parole laz.
Alcuni linguisti si riferiscono al mengrelio e al laz come dialetti di un'unica lingua zan. Lo zan si era già diviso nelle due varianti (mengrelio e laz) all'inizio dei tempi moderni e, ad ogni modo, non è abituale parlare oggi di una lingua zan unificata.
I testi più antichi sopravvissuti in mengrelio risalgono al XIX secolo e sono principalmente letteratura etnografica. Gli studi linguistici più antichi di mengrelio includono un'analisi fonetica di Aleksandre Tsagareli (1880) e le grammatiche di Ioseb Kipshidze (1914) e Shalva Beridze (1920). Dal 1930 al 1938 vennero pubblicati in mengrelio molti giornali, come Kazaxishi Gazeti, Komuna, Samargalosh Chai, Narazenish Chai e Samargalosh Tutumi. Più recentemente c'è stato qualche risveglio della lingua, con la pubblicazione dei dizionari mengrelio-georgiano, di Otar Kajaia, e mengrelio-tedesco, di Otar Kajaia e Heinz Fähnrich, e dei libri di poesia di Lasha Gaxaria, Edem Izoria, Lasha Gvasalia, Guri Otobaia, Giorgi Sichinava, Jumber Kukava e Vaxtang Xarchilava.

## Dialetti
I principali dialetti e sotto-dialetti del mengrelio sono:
- zugdidi-samurzakano o dialetto del nord-ovest
  - dzhvari
- Senak'i o dialetto del sud-est
  - martvili-bandza
  - abasha

## Personaggi famosi parlanti il mengrelio
- Lavrentij Berija, capo della polizia segreta sovietica;
- Konstantine Gamsakhurdia, uno dei più influenti scrittori georgiani del XX secolo;
- Zviad Gamsakhurdia, primo presidente della Georgia post-sovietica.